# Tz'utujils
Cet article concerne le peuple tz'utujil. Pour la langue tz'utujil, voir Tz'utujil.
Les Tz'utujils (orthographe dans la transcription alphabétique des langues maya, simplifié en Tzutujils) forment l'un des 21 peuples mayas du Guatemala.  Avec les Xinkas, les Garifunas et les Ladinos, ils forment les vingt-quatre groupes ethniques du pays.  Ce mot désigne également l'une des vingt-trois langues mayas du Guatemala.

## Le peuple
Les Tz'utujils sont présents dans seulement une poignée de villages situés au sud et sud-ouest du lac Atitlán, dans le département de Sololá, dans les Hautes Terres.  Ils peuplent les villes de Santiago Atitlán, San Pedro de la Laguna, San Marcos de la Laguna, San Juan de la Laguna et San Pablo de la Laguna, tandis que quelques-uns habitent San Lucas Tolimán.
Les premières traces de ce peuple remontent à la période post-classique (900 à 1500 apr. J.-C.) de la civilisation maya, où ils habitaient déjà la partie sud du lac Atitlán.  En 1523, le conquistador espagnol Pedro de Alvarado, avec l'aide des mayas Cakchiquel, les vainquit lors d'un affrontement près du village de Panajachel où ils perdirent une partie de leurs terres et le contrôle du lac.

## La langue
La langue tz'utujil, parente du cakchiquel et du quiché, est toujours utilisée couramment par les habitants, même si son existence est menacée par la prépondérance de l'espagnol dans la région et par le tourisme croissant au Guatemala. Elle ne possède absolument aucune affinité linguistique avec l'espagnol, si ce n'est des mots récents, qui n'existent pas en tz'utujil.  À l'écrit, l'espagnol est souvent préféré au tz'utujil, dont l'écriture est beaucoup plus complexe.
Chacune des langues mayas possède son propre vocabulaire et sa propre phonétique, bien que plusieurs mots peuvent être compris d'une forme à l'autre, un peu de la même façon qu'un francophone est en mesure d'identifier certains mots d'espagnol.  C'est la raison pour laquelle les Mayas utilisent l'espagnol afin de communiquer avec les autres communautés, bien que leur connaissance de cette langue soit limitée, surtout chez les personnes les plus âgées. Au dernier recensement, en 1998, près de 83 800 personnes disaient avoir le tz'utujil comme langue maternelle. 

### Exemples
Mots usuels:
- « Szacari » = Bonjour
- « Naan » = Au revoir
- « Kuar'chik » = À la prochaine
- « Ken » = Oui
- « Macante » = Non
- « Maltiox » = Merci
- « Kier'k » = Cheval
- « Outsz » = Bien
- « Sak'r » = Blanc

Chiffres:
- Un = « juun »
- Deux = « ka'i' »
- Trois = « oxi' »
- Quatre = « kaji' »
- Cinq = « jo'oo' »
- Six = « waaqii' »
- Sept = « wuquu' »
- Huit = « wajxaqii' »
- Neuf = « b'elejee' »
- Dix = « lajuu' »

L'apostrophe ( ' ) désigne la présence d'une glottalisation, tandis que le « x » est prononcé comme le français « ch ».  L'écriture des mots ici présentés n'a aucune valeur officielle, étant donné qu'elle est basée en grande partie sur la phonétique.